# Babuna
Babuna (makedonski: Бабуна река) je rijeka u srednjem dijelu Sjeverne Makedonije. 
Izvire ispod vrha Mokro (ili Solunska glava) na planini Jakupici. Bogata je vodom, kojom je snabdjevaju snijegovi s planine Jakupice. Ulijeva se u Vardar kao njegova desna pritoka, nešto niže od Veleške klisure.
Gornji tok rijeke Babune, zove se – Azot, a donji dio – Klepa.
Dolinom rijeke Babune ide i željeznička pruga Veles – Bitola.